# خليلية
خليلية  قرية سوريّة تتبع إداريّاً لمحافظة حلب منطقة الباب ناحية الراعي، بلغ تعداد سكانها 247 نسمة حسب التعداد السكاني لعام 2004.